# Oncostema maireana
Espèce
Oncostema maireana est une espèce de plantes à fleurs de la famille des Liliaceae endémique de la Tunisie.